# 詹姆斯·米德

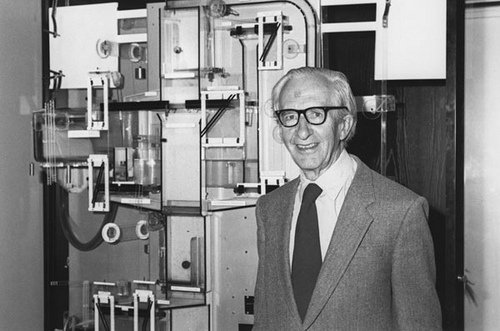
詹姆斯·米德

詹姆斯·爱德华·米德（英語：James Edward Meade，1907年6月23日—1995年12月22日），英国经济学家。由于对国际贸易理论和国际资本流动作了开创性研究，与瑞典经济学家贝蒂尔·奥林一起获得了1977年诺贝尔经济学奖。
米德在马莱文学院接受了教育，1926年进入奥列尔学院学习人文科学，之后转向交叉学科PPE（哲学、政治学、经济学），成绩非常优异。在剑桥大学三一学院研究生阶段，他对经济学的兴趣扩大，在那里他经常与一些著名经济学家如约翰·梅纳德·凯恩斯一起讨论问题。
在国际联盟和内阁工作期间，他是克莱门特·艾德礼政府初期最重要的经济学家。之后他先后成为伦敦政治经济学院（1947-57年）和剑桥大学（1957-67年）的教授。

## 主要著作
- 1951年：《The Theory of International Economic Policy—The Balance of Payments》
- 1955年：《The Theory of International Economic Policy—Trade and Welfare》
- 1965-76年：《Principles of Political Economy》
- 1975年：《The Intelligent Radical's Guide To Economic Policy》